# La Ligne rouge (Jeremiah)
Pour les articles homonymes, voir La Ligne rouge.
La Ligne rouge est une bande dessinée de la série Jeremiah de Hermann parue en 1992.

## Synopsis
Kurdy et Jeremiah arrivent dans une petite bourgade qui est aux mains de deux gangs : les Trashs et les Lords. Ceux-ci se partagent la ville grâce à des matches de catch entre leurs champions respectifs.
Jeremiah et Kurdy sont obligés de choisir un camp, surtout que Kurdy a craqué pour la magnifique Pryscilla qui n'est autre que la femme du patron d'un des gangs.